# CWIS-NL
CWIS-NL is een gebruikersgroep van SURFnet. De afkorting staat voor Campus Wide Information Systems. Deze term was destijds bij de oprichting in 1991, gangbaar voor internetinformatiediensten, die toen nog een uitsluitend academische aangelegenheid waren. Hoewel sindsdien het internet enorme veranderingen heeft ondergaan en elektronische informatiediensten gemeengoed zijn geworden, komt CWIS-NL nog steeds driemaal per jaar in een seminar bij elkaar om technische ontwikkelingen, nieuwe tools, maar ook marketing, juridische en organisatorische aspecten rond websites van het Nederlandse Hoger onderwijs te bespreken.
CWIS-NL is een gebruikersgroep, die geheel op basis van vrijwilligers functioneert. De programma's van de bijeenkomsten worden door een programmacommissie samengesteld
CWIS-NL was indertijd een van de Surfnet gebruikersgroepen (SGG) rond verschillende thema's, zoals:
- SGG-ISUS: SURFnet-gebruikersgroep over informatiediensten, gebruikers
- SGG-LLT: SURFnet-gebruikersgroep over Lagere Lagen Techniek
- SGG-MAIL: SURFnet-gebruikersgroep over MAIL
- SGG-SEC: informatie-uitwisseling over computer- en netwerkbeveiliging

SGG-SEC is nu de enige die nog in Surfnet verband actief is.